# 波特施塔特

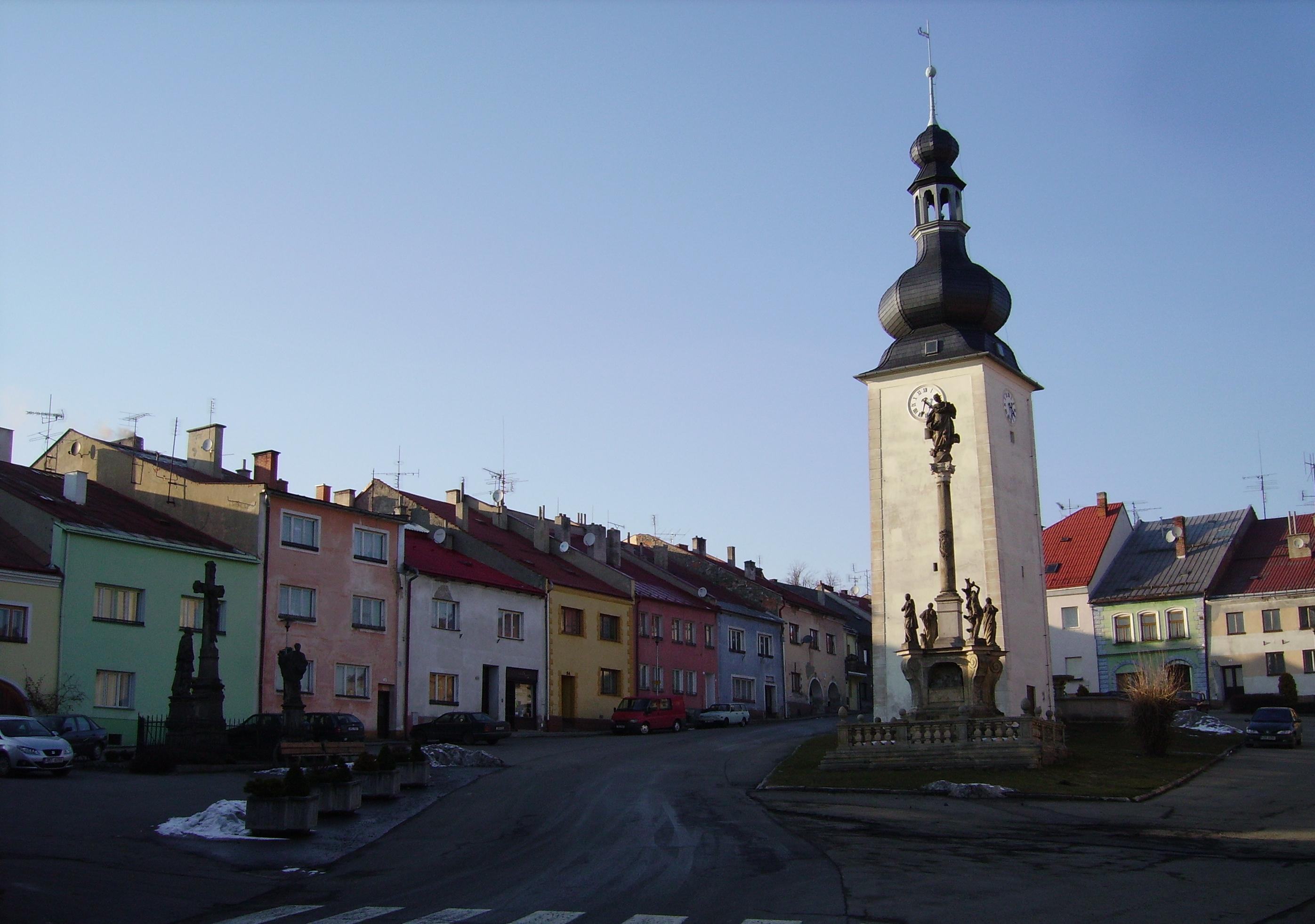

波特施塔特是捷克的城鎮，位於該國東部，由奧洛穆克州負責管轄，面積34.11平方公里，海拔高度502米，該鎮在1866年發生的大火導致11人死亡，2006年人口1,214。